# Attila torridus
Átila-ocre ou tinguaçu-ocráceo (Attila torridus) é uma espécie de ave da família Tyrannidae.
Pode ser encontrada nos seguintes países: Colômbia, Equador e Peru.
Os seus habitats naturais são: florestas subtropicais ou tropicais húmidas de baixa altitude e plantações.
Está ameaçada por perda de habitat.